# Calonge de Segarra
Calonge de Segarra – gmina w Hiszpanii, w prowincji Barcelona, w Katalonii, o powierzchni 37,02 km². W 2011 roku gmina liczyła 201 mieszkańców.